# Poldervaart
Le Poldervaart est un canal néerlandais de la Hollande-Méridionale. Il relie la Schie à Kandelaar (près Overschie) à la Nouvelle Meuse entre Flardingue et Schiedam.
Le Poldervaart a été construit en 1280 sous l'appellation de Nieuwe Vaart. Son objectif principal était l'évacuation des eaux des seigneuries orientales du Delfland (nl) : Vrijenban, Hof van Delft, Berkel, Kethel et Pijnacker. Les seigneuries possédaient chacune sa propre écluse pour évacuer les eaux vers le canal. En 1587, ces petites écluses furent remplacées par une grande écluse, appelée Vijfsluizen (Cinq-Écluses). Une autre écluse sur la Schie permettait à la navigation d'emprunter le canal.
 Sept moulins à vent permettaient le pompage des eaux des polders environnant vers le Poldervaart.
Au cours des siècles, la fonction du Poldervaart changea. Le canal fut utilisé pour transporter de l'eau depuis la Nouvelle Meuse vers Delft et La Haye, pour alimenter les canaux de ces villes en eau fraîche. Ainsi, le niveau d'eau du Poldervaart était plus élevé qu'auparavant, et en 1903, une des digues rompit et le quartier de Kethel fut inondé. Les eaux de la Nouvelle Meuse étant assujetties à la salinisation après l'ouverture de la Nieuwe Waterweg, on a cessé en 1958 de faire entrer ces eaux dans le Poldervaart.
En 1965, après le constat du mauvais état des digues, le Poldervaart fut fermé à la navigation professionnelle. Les écluses furent démolies en 1966. De nos jours, le canal ne sert plus qu'à la plaisance.

## Source
- (nl) Cet article est partiellement ou en totalité issu de l’article de Wikipédia en néerlandais intitulé « Poldervaart » (voir la liste des auteurs).